# Wilhelm Schwietzer
Wilhelm Schwietzer (* 30. November 1910 in Drewitz (Jänschwalde); † 21. April 1955 in Kleinmachnow) ist ein Todesopfer des DDR-Grenzregimes vor dem Bau der Berliner Mauer. Er wurde nahe dem S-Bahnhof Dreilinden erschossen.

## Leben
Der Landwirt Wilhelm Schwietzer bewirtschaftete seit 1935 einen Hof in Gahry im Kreis Cottbus. Im Zweiten Weltkrieg war er Soldat, 1946 kehrte er aus der Kriegsgefangenschaft heim. Er geriet 1949 durch die in der DDR beginnende Kollektivierung der Landwirtschaft in Bedrängnis. Um das staatlich festgelegte Ablieferungssoll zu erfüllen, musste er Kartoffeln auf dem freien Markt dazu kaufen. Das finanzierte er, indem er ohne staatliche Genehmigung einen Teil seines Waldes fällte und das Holz verkaufte. Dafür erhielt er im Januar 1950 einen gerichtlichen Strafbescheid über 8400 Mark. Wegen des Ablieferungsrückstands kam sein Hof im Februar 1951 unter staatliche Zwangsverwaltung.
Da Schwietzer die Strafe nicht bezahlen und nicht unter Aufsicht auf seinem eigenen Hof arbeiten wollte, ging er mit seiner Familie nach West-Berlin. Im November 1952 wurde sein Aufnahmeantrag genehmigt. Nach seiner Flucht hatte ihn das Landgericht Cottbus in Abwesenheit wegen „Verbrechen gegen die Wirtschaftsstrafverordnung“ zu anderthalb Jahren Zuchthaus und Vermögenseinziehung verurteilt. In der Märkischen Volksstimme wurde Schwietzer danach als „Saboteur übelster Sorte“ verunglimpft. Schwietzer arbeitete im Bezirk Wilmersdorf als Transportarbeiter in einem Kartoffelhandel. Er wohnte mit seiner Familie im Ortsteil Schlachtensee.

### Todesumstände
Am 21. April 1955 gegen 3:30 Uhr wurde Wilhelm Schwietzer, aus West-Berlin kommend, am S-Bahn-Kontrollpunkt Dreilinden in der S-Bahn nach Stahnsdorf von der DDR-Grenzpolizei verhaftet. Er war offenbar in der S-Bahn eingeschlafen und hatte deswegen die Grenze zur DDR versehentlich überquert. Wegen des Cottbusser Urteils war Schwietzer dort seit 1954 zur Fahndung ausgeschrieben und ihm drohten 18 Monate Haft. Als vier Grenzpolizisten ihn zur Grenzkommandantur Potsdam-Drewitz bringen wollten, unternahm er einen Fluchtversuch. Nach einem Warnschuss schossen mindestens zwei der Grenzpolizisten mit einer Pistole und einer Maschinenpistole auf ihn. Von 14 Schüssen getroffen, brach Schwietzer zusammen. Der Schwerverletzte wurde ins Städtische Krankenhaus Babelsberg eingeliefert, wo er seinen Verletzungen erlag.
Die West-Berliner Zeitung Der Tag war die einzige Zeitung in West-Berlin, die zum Tod von Schwietzer eine kurze Notiz brachte.
Die Berliner Polizei ermittelte im September 1995 Identität und Aufenthaltsort von zwei der vermutlichen Schützen. Die ehemaligen Grenzpolizisten wollten zur Sache jedoch nicht aussagen. Über die Berichte der Grenzpolizei hinaus, in denen die Schützen nicht zweifelsfrei genannt worden waren, lagen keine Beweismittel vor, und es konnten keine Tatzeugen ausfindig gemacht werden. Deshalb konnte die Staatsanwaltschaft keinen Nachweis führen, dass die Polizisten mit Tötungsvorsatz gehandelt hatten, und stellte das Verfahren im Dezember 1996 ein.